# Жан-Марі Лен
Жан-Марі П'єр Лен (фр. Jean-Marie Lehn, 30 вересня 1939) — французький хімік. Член Геттінгенської академії наук.
Здобув Нобелівську премію разом із Дональдом Крамом та Чарльзом Педерсеном у 1987 за працю в галузі хімії, зокрема, за синтез криптандів. Лен був одним з перших новаторів у галузі супрамолекулярної хімії, тобто хімії молекулярних комплексів типу «гість-господар», що утворюються внаслідок міжмолекулярних взаємодій, і продовжує нововведення в цій області. Він опублікував понад 800 рецензованих статей в хімічній галузі.

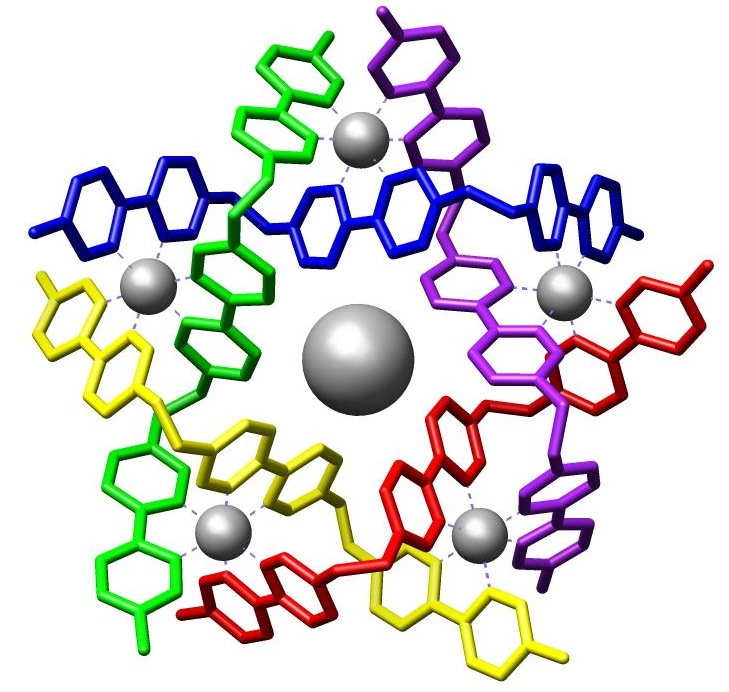
Круговий гвинтовий комплекс, описаний Жан-Марі Леном та ін. в Angew. Chem., Int. Ed. Engl. 1996, 35, 1838—1840.

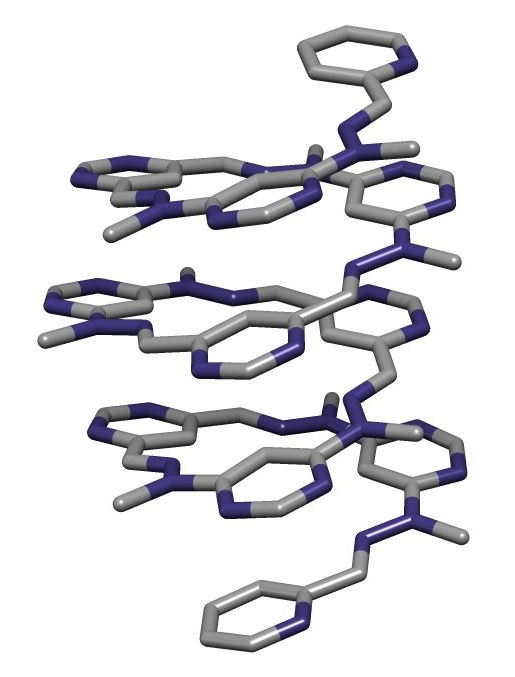
Кристалічна структура фолдамеру, описана Жан-Марі Леном та ін.в Helv. Chim. Acta., 2003, 86, 1598—1624.

## Біографія

### Ранні роки
Лен народився в Росем, Франції у П'єра та Марі Лен. Його батько був пекарем, але внаслідок захоплення музикою став органістом у місті. Лен теж вивчав музику, що стало його основним інтересом після науки. Він продовжував грати на органі протягом усієї своєї професійної кар'єри як вченого. У середній школі в Оберне, з 1950 по 1957 рік, вивчав латину, давньогрецьку, німецьку та англійську мови, французьку літературу, згодом його дуже зацікавила як філософія, так і наука, особливо хімія. У липні 1957 року він здобув ступінь бакалавра з філософії, а у вересні того ж року, бакалавра природничих наук.
У Страсбурзькому університеті, спочатку вивчав філософію, але потім перейшов на курси фізичних, хімічних і природничих наук. Відвідуючи лекції Гі Уріссона він зрозумів, що хоче продовжити кар'єру дослідника в галузі органічної хімії. Він прийшов у лабораторію Уріссона, щоб здобути ступінь доктора наук. Там він завідував першим ЯМР-спектрометром в лабораторії, і опублікував свою першу наукову статтю, в якій наголошувалося правило адитивності для протонних ЯМР-зсувів, індукованих замісником, в стероїдних похідних. Після здобуття докторського ступеня, працював протягом року в лабораторії Роберта Бернса Вудворда в Гарвардському університеті, працюючи серед інших речей, над синтезом вітаміну В12.

### Кар'єра
У 1966 році він був призначений на посаду доцента на хімічному факультеті університету Страсбурга. Його дослідження зосереджені на фізичних властивостях молекул, синтезі сполук, що спеціально сконструйовані для прояву певних властивостей, для того, щоб краще зрозуміти, яким чином ця властивість пов'язана із структурою.
У 1968 році він розробив синтез молекул-«кліток», що містять порожнини, усередині яких інша молекула може поміститись. Знання органічної хімії дали змогу йому конструювати «клітки» потрібної форми, тим самим дозволяючи лише певному типу молекули входити в «клітку». Це стало передумовою для цілої нової області в хімії, сенсорів. Такі механізми також відіграють велику роль в молекулярній біології.
Ці криптанди, (як Лен їх назвав), стали головним центром його уваги, і це привело до визначення нового типу хімії «супрамолекулярної хімії», яка замість вивчення зв'язків всередині однієї молекули, вивчає міжмолекулярну взаємодію, і що згодом названо «крихкими об'єктами», такими як міцели, полімери, або глини.
У 1980 році обраний викладачем у престижному Collège de France, а у 1987 був нагороджений Нобелівською премією разом із Дональдом Крамом та Чарльзом Педерсеном «За розробку і застосування молекул із структурно-специфічними взаємодіями високої вибірковості».
25 вересня 2012 року, Лен відвідав Львівську політехніку де виступив з лекцією «Від матерії до життя. Супрамолекулярна хімія і біологія». Тоді ж йому було присвоєно звання Почесного доктора Львівської політехніки.

## Приватне життя
Лен одружився в 1965 році на Сільві Ледерер, і разом вони мають двох синів, Давида і Матіаса.

## Нагороди
- Нобелівська премія з хімії (1987)
- Commander of the Légion d'Honneur (1996)
- Officer of the Ordre National du Mérite (1993)
- Knight of the Ordre des Palmes Académiques (1989)
- Österreichisches Ehrenzeichen für Wissenschaft und Kunst, (first class) (2001)
- ISA Medal for Science, (2007)